# Bryce Brown
Bryce Brown (Wichita, Kansas, Estados Unidos, 14 de mayo de 1991) es un jugador profesional de fútbol americano de la National Football League que juega en el equipo Buffalo Bills, en la posición de Running back con el número 36.

## Carrera deportiva
Bryce Brown proviene de la Universidad Estatal de Kansas y fue elegido en el Draft de la NFL de 2012, en la ronda número 7 con el puesto número 229 por el equipo Philadelphia Eagles.
Ha jugado en los equipos Buffalo Bills y Philadelphia Eagles.